# (317) Роксана
(317) Роксана (перс. رخشانه‎) — небольшой астероид главного пояса, который принадлежит к очень светлому спектральному классу E, характеризующемуся высоким значением альбедо, почти 50%. Он был открыт 11 сентября 1891 года французским астрономом Огюстом Шарлуа в обсерватории Ниццы и назван в честь Роксаны, первой жены Александра Македонского.
В 2008 году группа учёных идентифицировала Роксану как один из ближайших астероидов, чьи породы по составу сходны с составом метеорита Peña Blanca Spring meteorite, упавшего в Техасе в 1946 году. Поэтому считается, что Роксана может быть родительским телом для этого метеорита.
А в 2009 году астрономы обнаружили у этого астероида небольшой спутник, получивший временное обозначение S/2009 (317) 1. 14 ноября  2020 года спутник получил имя Олимпиада — в честь Олимпиады Эпирской, матери Александра Македонского и свекрови Роксаны.